# Vadym Blahovisnyj
Vadym Andrijovyč Blahovisnyj (in ucraino Вадим Андрійович Благовісний?; Perepys, 14 settembre 1995 – Cielo della regione di Mykolaïv, 7 settembre 2022) è stato un aviatore e militare ucraino e pluridecorato pilota di Su-25 durante il conflitto con la Russia.
Maggiore dell'Aeronautica militare delle ZSU, con 95 sortite al suo attivo, tutte effettuate durante l'invasione dell'Ucraina, Blahovisnyj fu insignito delle massime onorificenze del suo Paese venendo inoltre promosso postumo al grado superiore di tenente colonnello.

## Biografia
Durante la guerra per respingere l'invasione russa dell'Ucraina, Blahovisnyj compì 95 missioni di combattimento, distinguendosi nella distruzione di circa 100 veicoli corazzati, più di 80 veicoli a motore, circa 40 autocisterne di carburante e lubrificanti e più di 800 membri delle forze occupanti russe.
Colpito da un caccia russo sul cielo della regione di Mykolaïv, il 7 settembre 2022, durante l'esecuzione di una missione di combattimento, tentò di eiettarsi ma rimase ucciso a causa della mancata apertura del paracadute per la quota troppo bassa.
Per tali azioni fu promosso postumo al grado superiore di tenente colonnello; le esequie solenni vennero celebrate presso la chiesa di Ognissanti di Nižyn e la sua salma tumulata nel locale cimitero del villaggio di Syndarevs'ke.
Successivamente il presidente Volodymyr Zelens'kyj ha insignito Blahovisnyj del titolo di Eroe dell'Ucraina e del titolo di cavaliere dell'Ordine della Stella d'Oro alla memoria.

## Promozioni
- capitano (2022)
- maggiore (al momento della morte il 07/09/2022)
- tenente colonnello (postumo)